# مشكون
مَشْكُون أو مسكون أو مَكُون أو ماكون (بالفرنسية: Mâcon)‏ بلدية فرنسية تقع في إقليم سون ولوار التابع لمنطقة برغونية شرق فرنسا.

## المناخ
يظهر الجدول التالي التغييرات المناخية على مدار السنة لمشكون:
| البيانات المناخية لـماكون                      | البيانات المناخية لـماكون | البيانات المناخية لـماكون | البيانات المناخية لـماكون | البيانات المناخية لـماكون | البيانات المناخية لـماكون | البيانات المناخية لـماكون | البيانات المناخية لـماكون | البيانات المناخية لـماكون | البيانات المناخية لـماكون | البيانات المناخية لـماكون | البيانات المناخية لـماكون | البيانات المناخية لـماكون | البيانات المناخية لـماكون |
| الشهر                                          | يناير                     | فبراير                    | مارس                      | أبريل                     | مايو                      | يونيو                     | يوليو                     | أغسطس                     | سبتمبر                    | أكتوبر                    | نوفمبر                    | ديسمبر                    | المعدل السنوي             |
| ---------------------------------------------- | ------------------------- | ------------------------- | ------------------------- | ------------------------- | ------------------------- | ------------------------- | ------------------------- | ------------------------- | ------------------------- | ------------------------- | ------------------------- | ------------------------- | ------------------------- |
| الدرجة القصوى °م (°ف)                          | 17.8 (64.0)               | 20.3 (68.5)               | 24.5 (76.1)               | 29.8 (85.6)               | 32.8 (91.0)               | 37.2 (99.0)               | 39.2 (102.6)              | 39.8 (103.6)              | 35.2 (95.4)               | 28.4 (83.1)               | 23.1 (73.6)               | 19.3 (66.7)               | 39.8 (103.6)              |
| متوسط درجة الحرارة الكبرى °م (°ف)              | 5.5 (41.9)                | 7.6 (45.7)                | 12.3 (54.1)               | 15.7 (60.3)               | 20.1 (68.2)               | 23.9 (75.0)               | 26.6 (79.9)               | 26.2 (79.2)               | 21.9 (71.4)               | 16.5 (61.7)               | 9.9 (49.8)                | 6.1 (43.0)                | 16.1 (61.0)               |
| متوسط درجة الحرارة الصغرى °م (°ف)              | 0.0 (32.0)                | 0.6 (33.1)                | 3.4 (38.1)                | 5.9 (42.6)                | 10.1 (50.2)               | 13.4 (56.1)               | 15.5 (59.9)               | 14.9 (58.8)               | 11.5 (52.7)               | 8.3 (46.9)                | 3.6 (38.5)                | 1.0 (33.8)                | 7.4 (45.3)                |
| أدنى درجة حرارة °م (°ف)                        | −21.2 (−6.2)              | −21.4 (−6.5)              | −10.2 (13.6)              | −4.1 (24.6)               | −1.8 (28.8)               | 3.7 (38.7)                | 5.9 (42.6)                | 5.8 (42.4)                | 1.0 (33.8)                | −4.8 (23.4)               | −8.7 (16.3)               | −16.2 (2.8)               | −21.4 (−6.5)              |
| الهطول مم (إنش)                                | 59.0 (2.32)               | 52.5 (2.07)               | 48.7 (1.92)               | 74.6 (2.94)               | 88.1 (3.47)               | 75.5 (2.97)               | 70.9 (2.79)               | 71.7 (2.82)               | 79.5 (3.13)               | 85.5 (3.37)               | 83.8 (3.30)               | 69.5 (2.74)               | 859.3 (33.83)             |
| متوسط أيام هطول الأمطار (≥ 1.0 mm)             | 10.3                      | 8.8                       | 8.9                       | 10.1                      | 10.9                      | 8.9                       | 8.2                       | 8.2                       | 8.1                       | 10.4                      | 10.5                      | 10.7                      | 113.9                     |
| متوسط الرطوبة النسبية (%)                      | 88                        | 84                        | 77                        | 74                        | 75                        | 73                        | 71                        | 74                        | 80                        | 86                        | 88                        | 89                        | 79.9                      |
| ساعات سطوع الشمس الشهرية                       | 61.9                      | 91.5                      | 154.9                     | 182.0                     | 212.9                     | 245.3                     | 267.7                     | 242.4                     | 185.6                     | 116.9                     | 70.3                      | 50.5                      | 1٬881٫9                   |
| المصدر #1: Météo France                        |                           |                           |                           |                           |                           |                           |                           |                           |                           |                           |                           |                           |                           |
| المصدر #2: Infoclimat.fr (humidity, 1961–1990) |                           |                           |                           |                           |                           |                           |                           |                           |                           |                           |                           |                           |                           |

## توأمة
لمشكون اتفاقيات توأمة مع كل من:
- شومن
- إيغر
- نويشتات أن در فاينشتراسه (1956 -)
- كرو (تشيشير)
- Overijse [الإنجليزية]‏
- ليكو
- سانتو تريسو
- بوري
- ماكون
- Quiliano [الإنجليزية]‏

## أعلام
- كلود لويس ماتيو
- فالنتين رونجيه
- ألفونس دو لامارتين
- أنطوان غريزمان
- جان بيلفير
- ألفرد لاكروا